# Zippeite
La zippeite (simbolo IMA: Zip) è un minerale del gruppo omonimo appartenente alla famiglia dei "solfati (selenati, tellurati, cromati, molibdati, tungsteno)" con composizione chimica K2[(UO2)4(SO4)2O2(OH)2](H2O)4.

## Etimologia e storia
La zippeite è stata nominata in questo modo da Wilhelm Karl Ritter von Haidinger nel 1845 in onore di František Xaver Maximilian Zippe (1791 - 1863), mineralogista austriaco.

## Classificazione
Nella classica nona edizione della sistematica dei minerali di Strunz, aggiornata dall'Associazione Mineralogica Internazionale (IMA) fino al 2009, elenca la zippeite nella classe "7. Solfati (selenati, tellurati, cromati, molibdati, tungstati)" e nella sottoclasse "7.E Solfati di uranile"; questa viene ulteriormente suddivisa in base alla dimensione dei cationi coinvolti, in modo tale che la zippeite possa essere trovata nella sezione "7.EC Con cationi di media e grande dimensione" dove insieme a cobaltzippeite, natrozippeite, nickelzippeite, magnesiozippeite, sejkoraite-(Y) e zinczippeite forma il sistema nº 7.EC.05.
Anche nell'edizione successiva, proseguita dal database "mindat.org", tale classificazione rimane invariata; qui la zippeite, oltre ai minerali già citati, è in compagnia anche di ammoniozippeite, magnesiozippeite, plavnoite e redcanyonite.
Nella Sistematica dei lapis (Lapis-Systematik) di Stefan Weiß la zippeite si trova nella classe dei "solfati, cromati, molibdati e tungstati" e nella sottoclasse dei "solfati idrati, con anioni estranei"; qui è nella sezione dei "solfati di uranile [UO2]2+ – [SO4]2-" dove forma il sistema nº VI/D.20 insieme ad adolfpateraite, alwilkinsite-(Y), ammoniozippeite, belakovskiite, bluelizardite, bobcookite, cobaltzippeite, fermiite, geschieberite, jáchymovite, ježekite, klaprothite, magnesiozippeite, marécottite, mathesiusite, meisserite, metauranopilite, natrozippeite, nickelzippeite, oppenheimerite, ottohahnite, péligotite, plášilite, plavnoite, rabejacite, redcanyonite, sejkoraite-(Y), shumwayite, svornostite-K, uranopilite, wetherillite e zinczippeite.
Anche la classificazione dei minerali secondo Dana, utilizzata principalmente nel mondo anglosassone, elenca la zippeite nella famiglia dei "solfati, cromati e molibdati"; qui è nella classe dei "vari solfati idrati contenenti idrossile o alogeno" e nel "gruppo della zippeite" dove forma il sistema nº 31.10.04 insieme a cobaltzippeite, magnesiozippeite, marécottite, natrozippeite, nickelzippeite, pseudojohannite, sejkoraite-(Y) e zinkzippeite.

## Abito cristallino
La zippeite cristallizza nel sistema monoclino nel gruppo spaziale C2 (gruppo nº 5) con le costanti di reticolo a = 8,7524(4) Å, b = 13,9197(7) Å, c = 17,6972(8) Å e β = 104,178(1)°, oltre ad avere 2 unità di formula per cella unitaria.

## Origine e giacitura
La zippeite è un minerale secondario poco comune, in parte post-minerario, che può essere trovato nei depositi di uranio ossidato; qui è associato a gesso, johannite, magnesiozippeite, natrozippeite, nickelzippeite, schröckingerite, uranofane e uranopilite.
La zippeite è stata ritrovata in molti Stati sparsi per il mondo: numerosi i siti negli Stati Uniti e di numero considerevole anche quelli in Germania, Austria e Repubblica Ceca. Ritrovamenti anche in Africa (Egitto, Repubblica Democratica del Congo) e in Asia (Cina, Giappone), solo per citarne alcuni.
In Italia la zippeite è stata trovata a Bocenago e Valdaone (Trentino-Alto Adige) ed Exilles, Salbertrand e Venaus (Piemonte),

## Forma in cui si presenta in natura
La zippeite si presenta in rari cristalli romboidali o piatti su {010}, allungati lungo [001], con dimensioni fino a 0,5 mm, oppure in aggregati radiali o vermicolari, efflorescenze terrose, rivestimenti polverosi e croste.
Tali cristalli sono traslucidi con lucentezza serica e color giallo-oro, giallo chiaro oppure giallo-arancione; il colore del loro striscio va dal bianco al giallo.

## Proprietà
La zippeite, a causa del suo contenuto di uranio fino al 61,91%, è radioattiva. Tenendo conto delle proporzioni degli elementi radioattivi nella formula molecolare idealizzata e dei successivi decadimenti della serie di decadimento naturale, viene data un'attività specifica di 110,82 kBq/g per il minerale (per confronto, il potassio naturale possiede un'attività specifica di 0,0312 kBq/g).
La zippetite è fluorescente con colore che va dal giallo-verde al verde sotto la luce ultravioletta sia a onde corte che a onde lunghe.
Inoltre in minerale è facilmente solubile in acidi, molto meno in acqua.